# Dean Dixon

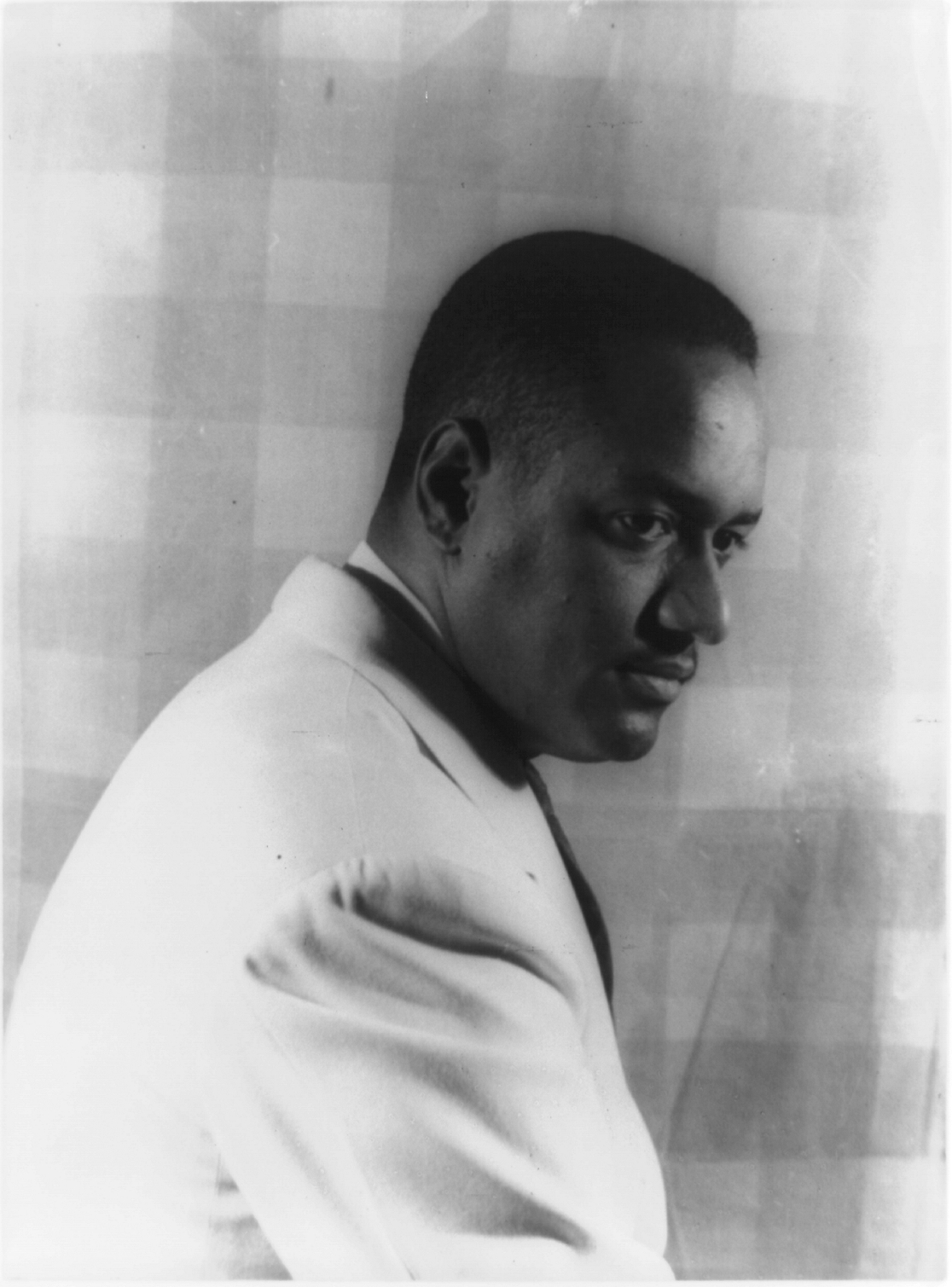
Dean Dixon, 17. September 1941

Dean Dixon (* 10. Januar 1915 in New York City; † 4. November 1976 in Zug / Schweiz) war ein US-amerikanischer Dirigent. Er gilt als der erste Afroamerikaner, der große amerikanische Symphonieorchester dirigierte, und als einer der ersten Amerikaner, die bei europäischen Orchestern einen Dirigentenposten innehatten.

## Leben
Dixon studierte das Dirigieren bei Albert Stoessel an der Juilliard School und machte seinen Hochschulabschluss an der Columbia University. 1931 gründete er im Alter von 16 Jahren ein eigenes Orchester und einen Chor. 1941 leitete er als Gastdirigent das NBC Symphony Orchestra, dann das New York Philharmonic Orchestra. In den folgenden Jahren war er auch Gastdirigent beim Philadelphia Orchestra und beim Boston Symphony Orchestra. Wegen seiner Hautfarbe hatte es Dixon jedoch als Dirigent schwer in den Vereinigten Staaten und ging 1949 nach Europa, wo er zunächst in Paris das Orchester von Radio France leitete. Von 1950 bis 1951 leitete er das Israel Philharmonic Orchestra, von 1953 bis 1960 die Göteborger Symphoniker, von 1964 bis 1967 das Sydney Symphony Orchestra und von 1961 bis 1974 das Radio-Sinfonie-Orchester Frankfurt. Im Jahr 1970 kehrte er im Triumph nach Amerika zurück. Er wurde eingeladen, vor 75.000 Zuhörern im Central Park zu dirigieren und durfte – zum Ehrenbürger von New York ernannt – den goldenen Schlüssel aus den Händen des Bürgermeisters John Lindsay entgegennehmen.
Dean Dixon leitete die meisten großen Symphonieorchester in Europa, Israel, Japan und Lateinamerika. Er machte das europäische Publikum mit vielen amerikanischen Komponisten, wie beispielsweise William Grant Still, bekannt. Die American Society of Composers, Authors, and Publishers ehrte ihn für seine Bemühungen, die amerikanische Jugend für die Musik zu gewinnen, mit dem Award of Merit.
Dean Dixon war in erster Ehe mit der amerikanischen Pianistin Vivian Rivkin verheiratet, mit der er auch einige Schallplattenaufnahmen konzertanter Werke machte, u. a. George Gershwins Rhapsody in Blue.

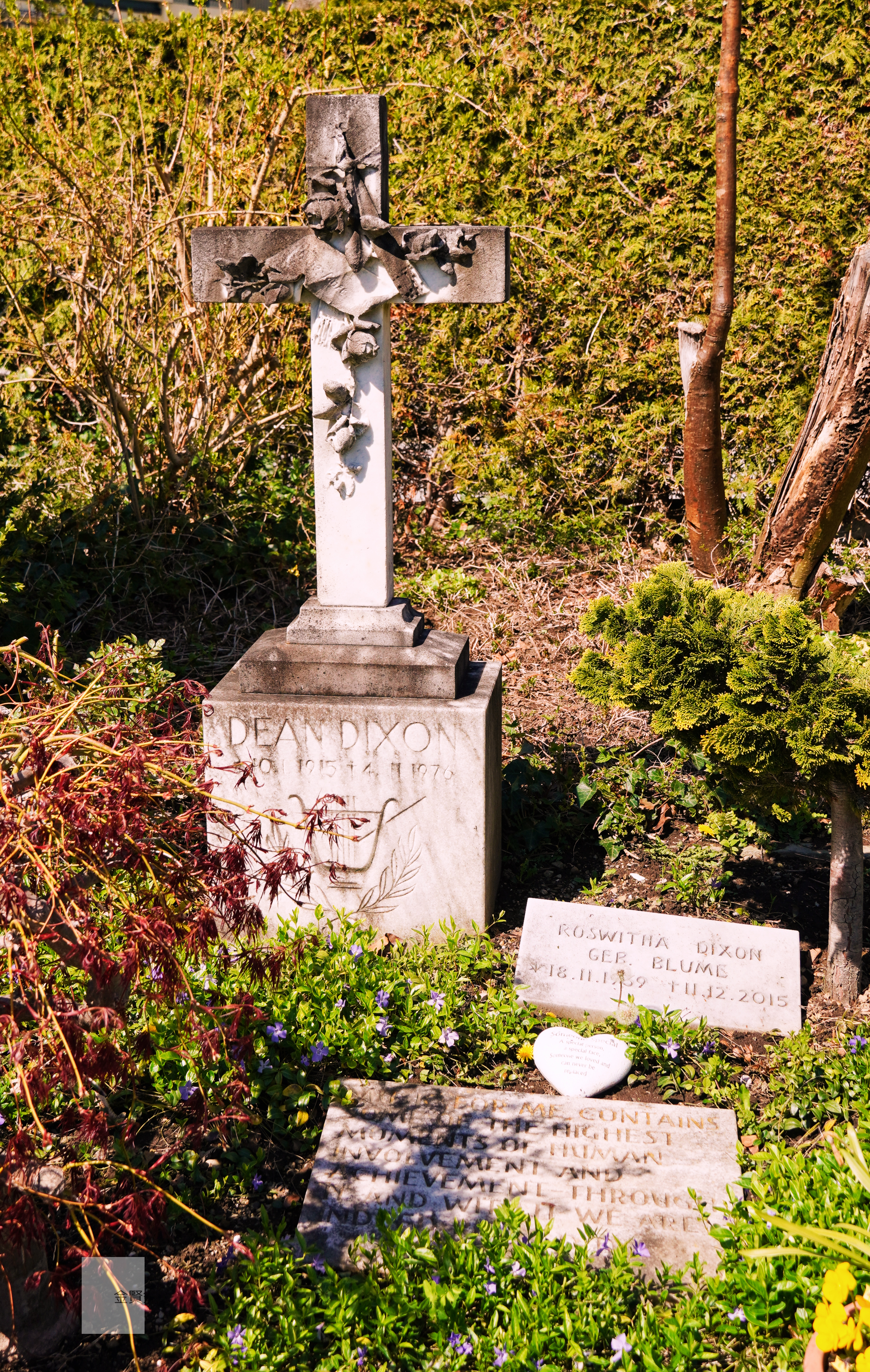
Grab von Dean und Roswitha Dixon in Oberägeri ZG

Dixon wurde zusammen mit seiner dritten Ehefrau Roswitha (Ritha) Blume (1939–2015) auf dem Friedhof in Oberägeri ZG bestattet.